# Parque Taksim Gezi
El parque Taksim Gezi  es un parque urbano situado en la plaza Taksim, en el distrito de Beyoglu, en Estambul (Turquía). Es uno de los parques más pequeños de la ciudad.
En mayo de 2013, el anuncio de que el gobierno tenía la intención de demoler el parque para reconstruir el histórico Cuartel Militar de Taksim (derribado en 1940), así como construir un centro comercial, provocó una ola de protestas en Turquía.

## Historia
En los terrenos del actual parque Taksim Gezi se construyó un cuartel militar en 1806, bajo el sultanato de Selim III. Recibió el nombre de "Cuartel de Artillería Halil Pasha" (en turco: Halil Paşa Topçu Kışlası). Era un gran edificio, diseñado por el arquitecto armenio Krikor Balian, y su estilo estaba basado en arquitectura otomana, rusa e hindú. Los cuarteles sufrieron un daño considerable durante el incidente del 31 de marzo, en 1909.
En 1921, el patio interno del cuartel se organizó para usarse como estadio de fútbol. La selección de fútbol de Turquía jugó su primer partido internacional oficial en este estadio, contra la selección rumana, el 26 de octubre de 1923. El partido terminó con un empate 2-2.
En 1936, el arquitecto francés Henri Prost (1874-1959) fue invitado a Turquía por el presidente Mustafa Kemal Atatürk. Se encargó hasta 1951 de la planificación urbana de Estambul. De acuerdo con los planes de Prost, el cuartel fue derribado en 1940 por el gobernador y alcalde Lütfi Kırdar (en el cargo 1938-1949).
El plan urbano de Prost, que entró en vigor en 1939, proporcionaba, entre otras cosas, un gran parque verde, llamado Parque N.º 2, que cubría un área de 30 hectáreas entre los vecindarios de Taksim, Nişantaşı y Maçka, extendiéndose hasta el Bósforo e incluyendo el valle de Dolmabahçe. El parque se creó para ofrecer recreación y un espacio verde a los ciudadanos de Estambul, así como a los visitantes.
La construcción del parque se completó en 1943, y se abrió bajo el nombre de "Parque İnönü", en honor al segundo presidente de Turquía İsmet İnönü (en el cargo 1938-1950). El área del parque fue disminuyendo posteriormente con la construcción de grandes hoteles en la zona. A pesar de todo, el parque ha permanecido como área de descanso en el centro de la ciudad, y su aspecto ha cambiado a menudo.